# Feuertopf

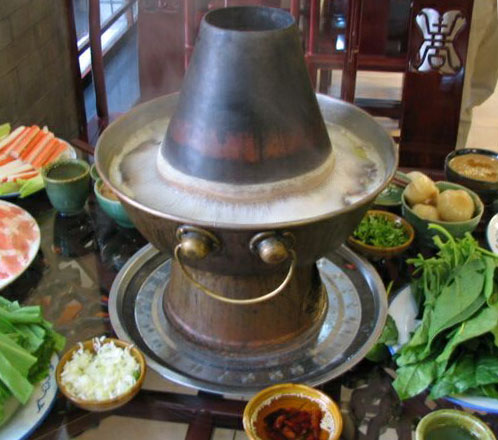
Traditioneller Feuertopf (chuántǒng huǒguōlú), China

Feuertopf (chinesisch 火鍋 / 火锅, Pinyin huǒguō, Jyutping fo2wo1, japanesisch Nabemono, vietnamesisch lẩu, im englischen Steamboat oder Hotpot), auch bekannt als chinesisches Fondue oder in der deutschsprachigen Schweiz unter dem französischen Namen Fondue chinoise, ist ein Gericht nach Art eines Brühfondues, das in ganz Ostasien (China, Taiwan, Korea, Vietnam, Thailand und Japan) verbreitet ist. In vielen Gebieten ist der Feuertopf vor allem im Winter sehr beliebt.
Häufig wird als Ursprungsregion die Mongolei angegeben (蒙古火锅,  Měnggǔ huǒguō), obwohl es in der heutigen mongolischen Küche völlig unbekannt ist. Der dazugehörige Topf, nicht aber das Gericht selbst, wird in der Schweiz auch Mongolentopf genannt. Im Chinesischen heißt der Topf huoguo guoshen (火锅锅身,  huǒguō guōshēn – „Huoguo-Topf“) und die dazugehörigen Utensilien huoguo guoju (火锅锅具,  huǒguō guōjù – „Feuertopf-Utensilien“). Winzer-Fondue nennen es die Schweizer, wenn für die Brühe statt nur Bouillon mindestens die Hälfte Wein und Gewürze verwendet werden.

## Zubereitung und Zutaten
Ein oft speziell ausgeformter Topf meist aus Metall, teils auch aus Keramik, wird ähnlich dem Fondue mit kochender Brühe aus unterschiedlichen Zutaten oder teils auch nur kochendem Wasser, in die Mitte des Esstisches gestellt. Während der Feuertopf am Kochen gehalten wird, werden Zutaten in den Topf hinzugefügt und am Tisch gekocht. Als Wärmequelle für den Feuertopf wird meist ein Tischgerät oder spezieller Unterbau in Form eines Rechauds verwendet, das mit Brennspiritus, Gas oder einer speziellen Brennpaste betrieben wird, teilweise auch mit Strom.
Typische Garzutaten sind zum Beispiel dünne Fleischscheiben, Blattgemüse, Pilze, Wan Tans, Jiaozi, Fisch, Meeresfrüchte und Glasnudeln. Die im Feuertopf gekochten Zutaten werden meist mit einer Sauce verzehrt.

## China

### Der chinesischeHuoguo
Wie Texte belegen, sind erste Beweise für die Zubereitung von Huoguo in der chinesischen Kultur in der Zeit der Nord- und Süd-Dynastien im 5. Jahrhundert nach unserer Zeitrechnung zu finden, als umgebende Völker diesen nach China brachten. In den Anfängen benutzte man einen dickbauchigen Topf aus Kupfer mit großer Öffnung. Gemäß einer anderen Ansicht entstammt der Huoguo einer Gewohnheit der Treidler des Gebietes Chongqing, die verschiedene übrig gebliebene Gemüse vermischten und heiß aßen, wobei die eigentlichen Absichten Sparen und schnelle Zubereitung waren. Später, da man erkannte, dass die Zubereitungsart den Bewohnern des feucht-kühlen Chongqing im Winter Wärme brachte, fügte man allmählich Aromastoffe und Gewürze hinzu, um den Geschmack des Gerichtes zu verbessern.
Über den tatsächlichen Ursprung des Huoguo wird gestritten. Aber daran, dass die berühmteste Art des Huoguo (Sichuan-Art des Huoguo) am stärksten in Sichuan verbreitet ist, besteht kein Zweifel. Bis zu Beginn des 20. Jahrhunderts wanderten viele Sichuaner und Chongqinger Köche aus diesen Gebieten aus und anschließend in die anderen Landesteile Chinas als eine Art „Wanderköche“, deshalb verbreitete sich Huoguo in allen Städten des ganzen Landes. Aber es existiert auch die Ansicht, dass sich Huoguo verschiedener Gemüseanbaugebiete und Regionen unabhängig voneinander entwickelt hätten.
Der originale, in der ersten Phase bestehende Huoguo (Feuertopf) war ein Steinguttopf, der auf schwarzer Eichenholzkohle brannte. Erst nachdem Huoguo zum populären Gericht in China geworden war und auch zum Verkauf angeboten wurde, wurde ein Metalltopf verwendet und mit Flüssiggas oder auf einer Elektroherdplatte hergestellt. Die Suppengrundlage des Huoguo hat allerdings noch immer die Eigenarten, die ihm seinerzeit die Chongqinger und Sichuaner Köche gegeben hatten.

### Regionale Varianten

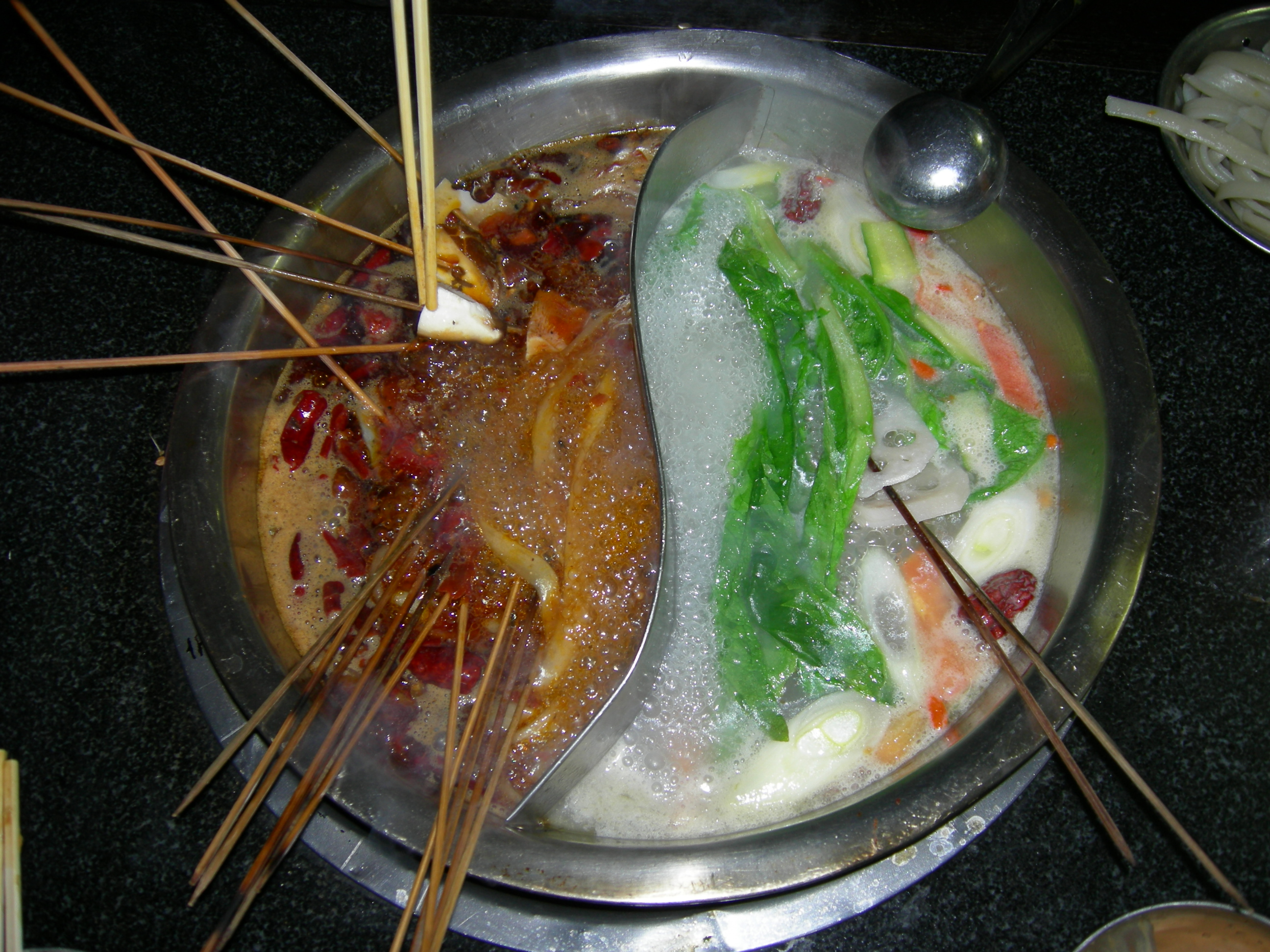
China und Taiwan: Huoguo, hier die Variante Yuanyangguo mit „roter“ (scharfer) und „weißer“ (nicht scharfer) Suppengrundlage

Ein Huoguo ist das eigene und einzigartige Produkt einer jeden Familie. Verschiedene Huoguo unterschiedlicher Art sind populär, im Einzelnen:
- Malaguo (scharfer Huoguo): Diese Version schmeckt scharf, wie der Name andeutet: là 辣 steht für den Geschmack von Chili und má 麻 für den des Szechuanpfeffers. Malaguo erhält den scharfen Charakter der Feuertopf-Urrezepts und ist in Sichuan und Chongqing beliebt. Mala-huoguo hatte ursprünglich Magen als Hauptzutat, heute werden jedoch verschiedene Hauptzutaten hinzugefügt, lediglich die heiße Flamme und das Rezept für die Suppengrundlage sind unveränderlich geblieben.
- Shuanyangrou („In Wasser geschwenktes Schafsfleisch“): Ein typisches Wintergericht im Norden Chinas. Die Suppe wird nur mit ein wenig Ingwer und Frühlingszwiebeln aromatisiert. Als Beilage wird sauer eingelegter Knoblauch gereicht.
- Yuanyangguo (yuanyang = Mandarinente, etwa: „gemischtes Huoguo“) ist das verbesserte Modell des Malaguo. Es ist hauptsächlich entstanden, damit Leute, die die scharfe Geschmacksnote nicht mögen, trotzdem zusammen mit Menschen, die diese bevorzugen, an einem Tisch sitzen können. In der Mitte des Topfes gibt es ein Metallbrett, und die Suppengrundlage ist damit aufgeteilt in Hongtang (rote (scharfe) Suppengrundlage, 红汤 – „rote (Grund-)Brühe“) und Baitang (weiße (nicht scharfe) Suppengrundlage, 白汤 – „weiße (Grund-)Brühe“), um den verschiedenen Geschmäckern entgegenzukommen.
- Suancai-bairou-guo (Huoguo mit saurem Gemüse und weißem Fleisch): Die Hauptzutat ist saurer Chinakohl und auch Schweinewamme, populär in nordöstlichen Gebieten Chinas.
- Qingguo (klarer Huoguo): ganz ohne Suppengrundlage, nur mit klarem Wasser, erst wenn die Zutaten heiß geworden sind, werden sie in die Gewürztunke gestippt. Dies kommt besonders den Gewohnheiten der Bewohner von Kanton (heute Guangdong) entgegen.
- Zuijiguo (Huoguo nach Art des beschwipsten Huhns): man nimmt ein rohes Huhn zusammen mit hochwertigem Shaoxing-Reiswein, Qǐzi (杞子 ‚Bocksdorn-Beere‘) und anderen Zutaten traditioneller chinesischer Medizin als Suppengrundlage. Verbreitet in Hongkong und Kanton.
- Hanshi paocai guo (Huoguo mit sauer eingelegtem Gemüse koreanische Art): Ein Huoguo mit koreanischem sauer eingelegtem Gemüse als Suppengrundlage.
- Rishi shuanshuan guo (Shabu shabu): mit Miso als Suppengrundlage.

## Korea

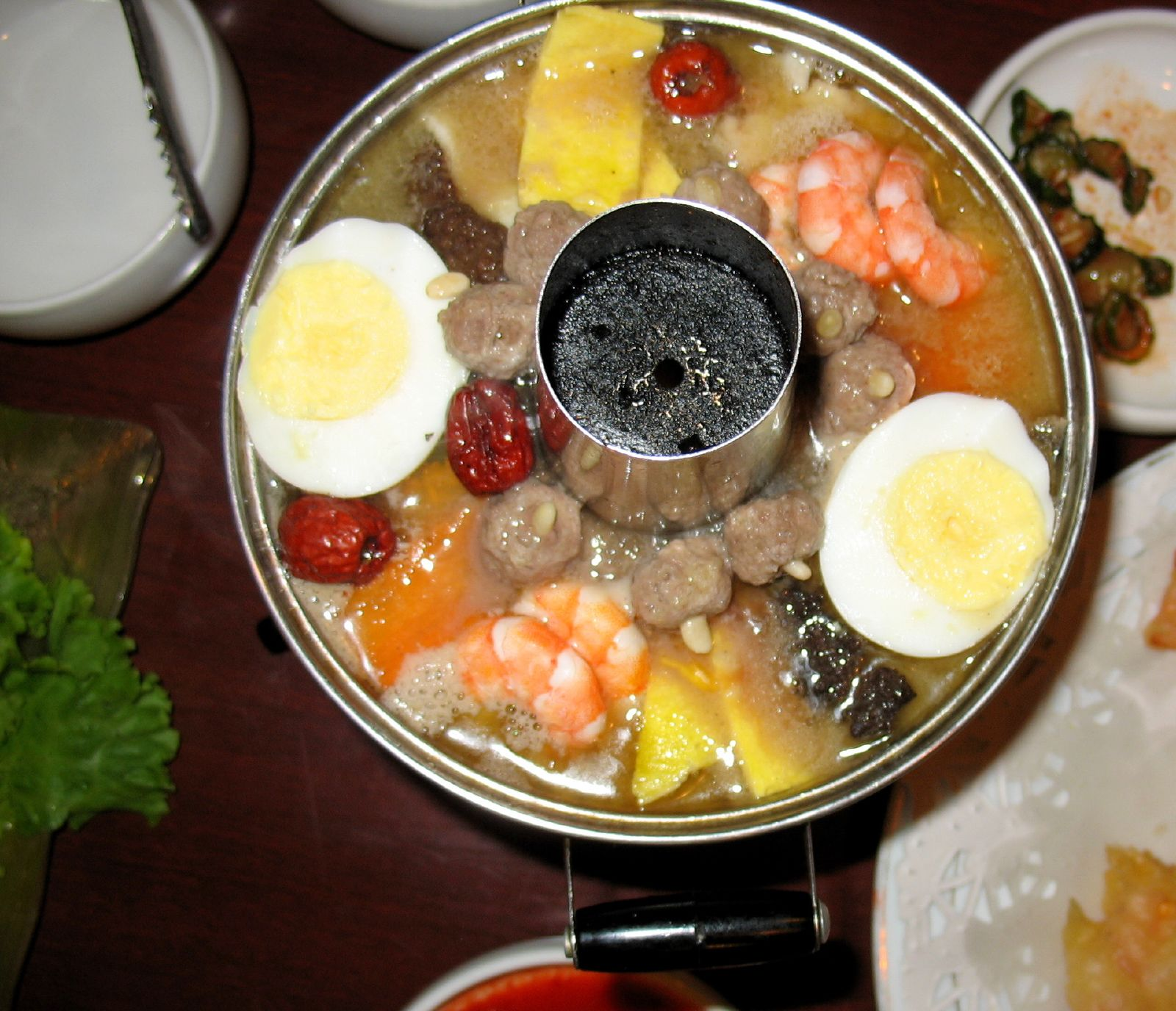
Korea: Sinseollo („Royal Hot Pot“)

In Korea heißt der Feuertopf Sinseollo (kor. 신선로). Die Zutaten können variieren; beliebte traditionelle Zutaten sind Rindfleisch, Innereien, Eier (auch als Omelett), Gemüse wie Rettich oder Karotten, Pilze, reife Ginkgo-Samen.

## Japan

### Der japanischeNabemono
Der Sammelbegriff für japanische Feuertopf-Gerichte ist Nabemono (jap. 鍋物). Bei bestimmten Nabemono werden die Zutaten in einer leichten Brühe gekocht und vor dem Essen in eine Soße getunkt (wie bei chinesischen Feuertöpfen), bei anderen werden die Zutaten in einer Sojasoßen- oder einer Miso-Brühe gekocht.

### VerschiedeneNabemono

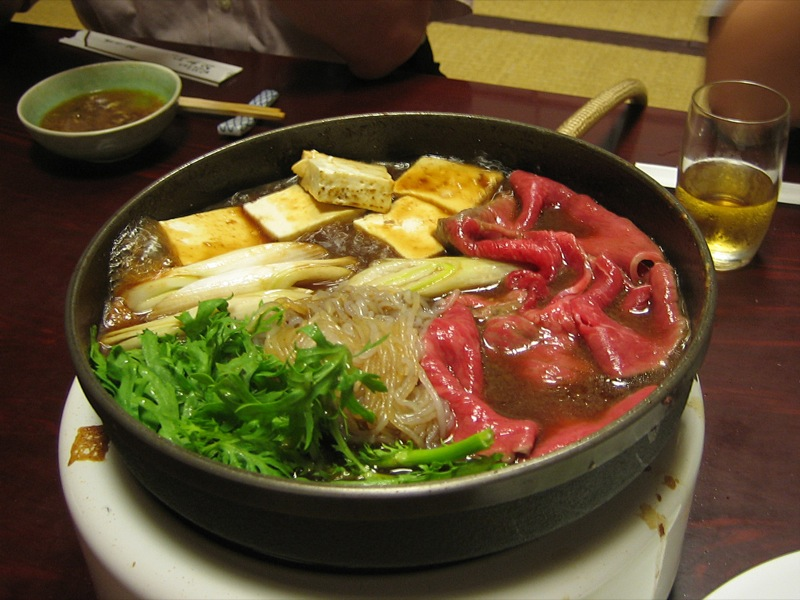
Japan: Nabemono, hier die Variante Sukiyaki

- Mizutaki: Hühnerfleisch wird in einer Suppe zusammen mit anderen Zutaten gekocht und mit einer Soße zum Tunken wie Ponzu serviert. Mizutaki ist eine traditionelle Spezialität Fukuokas, aber wird in ganz Japan seit Jahrhunderten genossen.
- Yosenabe: Verschiedene Fleischsorten, Meeresfrüchte, Tofu, Pilze und Gemüse werden in einer Soja- oder Miso-Brühe gekocht.
- Sukiyaki: Dünne Rindfleischscheiben, Lauch, Tofu, Ito-Konnyaku (Nudeln aus Konjakmehl), chinesisches Gemüse, verschiedene Pilze und andere Zutaten werden in einem flachen Eisentopf in Sojasoße, Zucker und Mirin gesotten und vor dem Essen in eine kleine Schüssel mit rohem Ei getunkt. Erst Ende des 19. Jahrhunderts wurde Sukiyaki populär, da zuvor rotes Fleisch tabu war.
- Shabu shabu: Ähnlich wie chinesischer Feuertopf. Dünne Rindfleischscheiben werden in einer Brühe mit Tofu, Pilzen und verschiedenem Gemüse gesotten und mit verschiedenen Soßen wie Ponzu serviert. Gelegentlich werden Schweinefleisch, Hühnerfleisch oder Meeresfrüchte statt Rindfleisch benutzt. Chinesischer Feuertopf wurde Japanern während der Kolonialherrschaft über die Mandschurei bekannt. Nach der Rückkehr nach Japan gegen Ende des Krieges wurde das Rezept geändert, und Lammfleisch durch das in Japan verbreitetere Rindfleisch ersetzt.

## Thailand

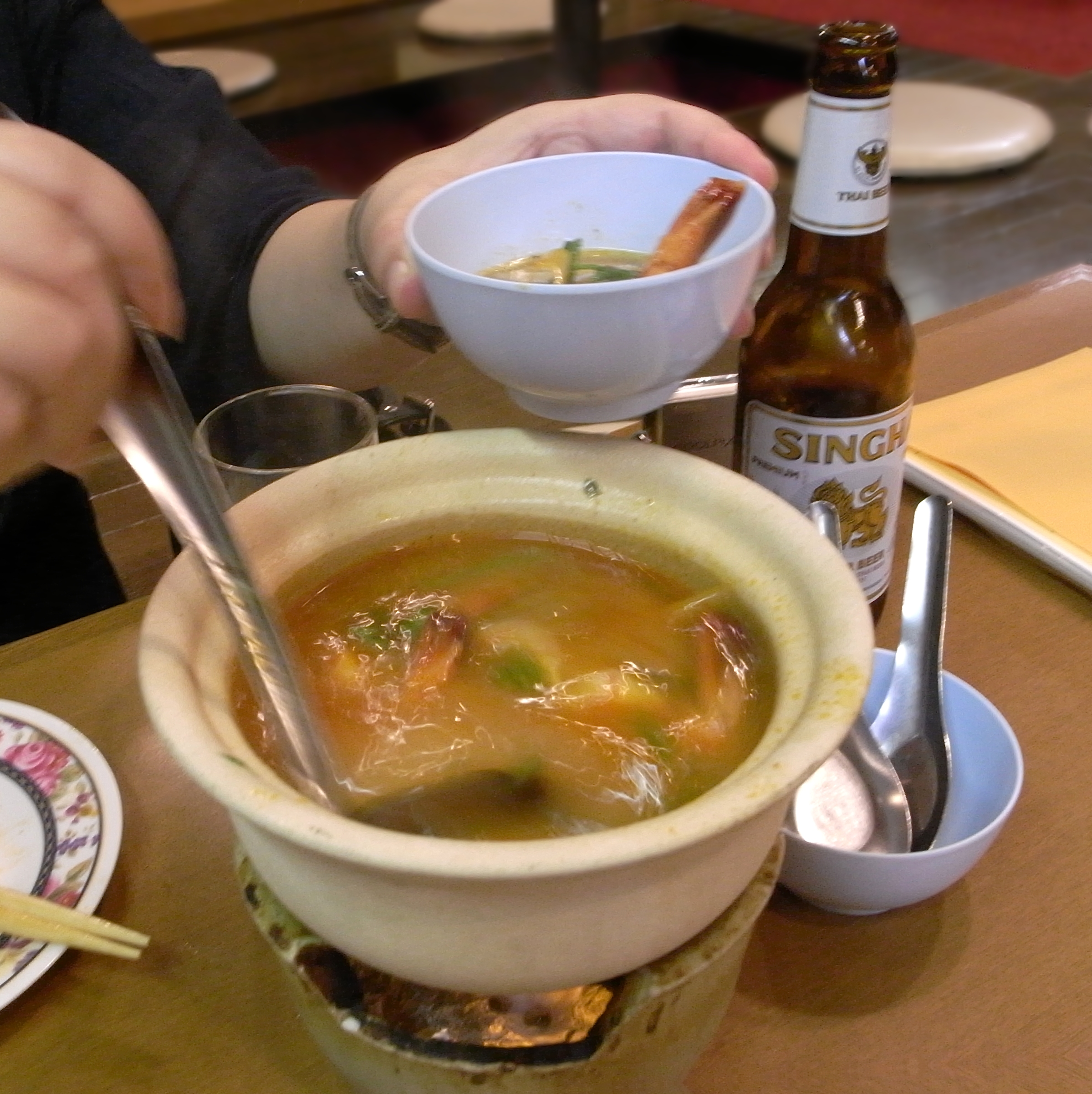
Thailand: Tom Yum Goong (Scharf-saure Garnelensuppe)

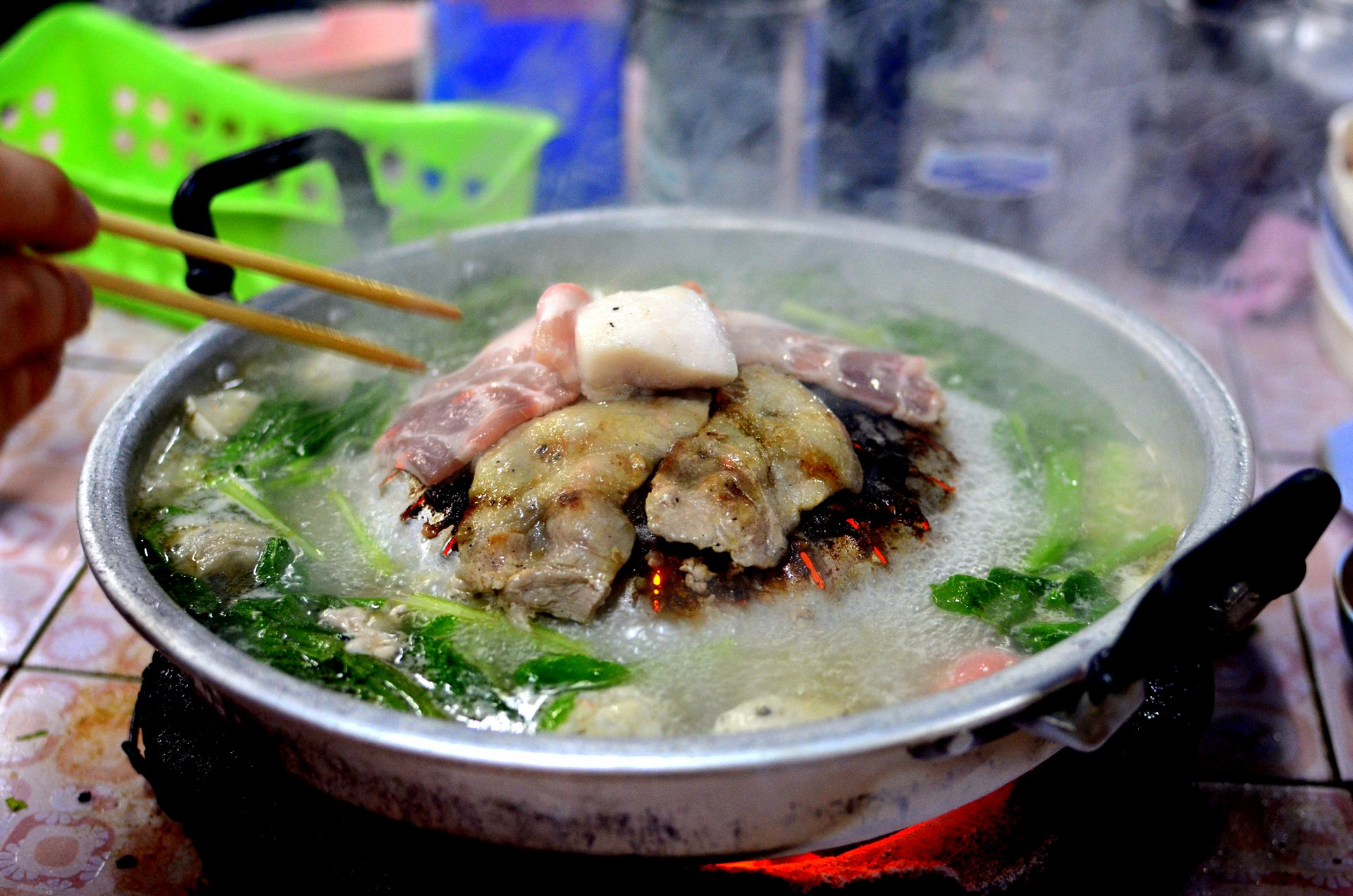
Mu kratha, der thailändische Feuertopf

Ähnlich dem chinesischen Feuertopf gibt es den Mu kratha. Der auch als Thai Hot Pot bezeichnete Grill besteht aus einer gewölbten Auflagefläche und einer Suppenrinne. Beheizt wird er traditionell mit Kohle, wobei es bereits  mit Strom betriebene Varianten gibt.
- Tom Yum Goong (Scharf-saure Garnelensuppe): Garnelen werden mit Fischsauce, Limettensaft, Zucker, Chili-Schoten, Korianderblättern und Galgant in einer Brühe aus Curry und Wasser zubereitet.
- Thai Suki: Anders als die japanische Version, werden in Thailand das Gemüse und die Meeresfrüchte in einer heißen Suppe geblichen und in eine scharfe würzige Soße eingetaucht.

## Deutschsprachiger Raum

### Fondue chinoise
In der Schweiz wird das Fondue chinoise traditionell zu den Weihnachts- und Neujahrsfesten serviert und gilt als «Schweizers beliebtestes Weihnachtsmahl». Das Gericht besteht aus in Scheiben geschnittenem rohem Fleisch, das in einem von der Familie gemeinsam genutzten Kochtopf mit Bouillon gekocht wird. Oft benutzt werden dabei Scheiben aus Rinds- oder Schweinefilet, Rindshuft oder Geflügelfleisch. Das Gericht wird als Treiber der lebensmittelbedingten Infektion Campylobacteriose gezählt. Behörden aus der Schweiz und Liechtenstein warnen deshalb davor, Geflügelfleisch zu verwenden.

### Feuertopf als Fertiggericht
In Abgrenzung zum Feuertopf als Fondue, wird unter dem Begriff Feuertopf auch ein scharf gewürzter, aufgekochter Eintopf verstanden, der von verschiedenen deutschen Herstellern als Fertiggericht in Konservendosen angeboten wird. Für dieses Gericht hat sich im deutschsprachigen Raum vielfach der Name mexikanischer Feuertopf durchgesetzt, obwohl der Eintopf in dieser Form in Mexiko unbekannt ist. Verwendete Zutaten sind in aller Regel Bohnen und Mais, Gemüse und Fleischwurst.

### Feuertopf als Gefäß
Der Begriff Feuertopf wird im deutschsprachigen Raum synonym zum Feuerkochtopf (Dutch oven) verwendet, seit der Hersteller Petromax seine gusseisernen Kessel als Feuertopf bezeichnete, als einen Topf über dem Feuer. Über die Zeit hat sich der Name Feuertopf von der Marke gelöst. So ist der Dutch Oven aufgrund dieser Deonymisierung im deutschen Sprachraum auch als Feuertopf bekannt.